# Плющенко, Владимир Васильевич
Владимир Васильевич Плющенко (1921 — ?) — украинский советский деятель, 1-й секретарь Кировоградского промышленного областного комитета КПУ. Депутат Верховного Совета УССР 6-го созыва.

## Биография
Член ВКП(б).
Находился на ответственной партийной работе.
На 1955 год — 2-й секретарь Ленинского районного комитета КПУ города Днепропетровска.
В 1961 — январе 1963 года — секретарь Кировоградского областного комитета КПУ.
В январе 1963 — декабре 1964 года — 1-й секретарь Кировоградского промышленного областного комитета КПУ.
В декабре 1964—1965 года — секретарь Кировоградского областного комитета КПУ.

## Награды
- орден Отечественной войны II степени  (6.4.1985)
- орден «Знак Почета»  (26.02.1958)